# Francisco Canals
Francisco Canals Beviá (San Vicente del Raspeig, provincia de Alicante, España, 18 de septiembre de 1954) es un político español, exalcalde y exconcejal de su ciudad natal.

## Biografía
Cursó sus estudios en escuelas públicas de San Vicente del Raspeig. Posteriormente consiguió el título de bachiller en el Instituto de Enseñanza Media de Alicante. Trabajó como botones-recadero en la Caja de Ahorros Provincial de Alicante (ahora Caja Mediterráneo tras varias fusiones) donde ingresó en 1972.
En el ámbito laboral de la CAM cosechó, mediante oposición, varios ascensos y accedía a cargos de responsabilidad, como: servicios centrales, oficinas, auditoría, responsable-coordinador de equipos, defensor del cliente, control interno o canales alternativos. Al mismo tiempo que se desarrollaba profesionalmente, prosiguió con sus estudios de bachillerato, selectividad, y posteriormente accedió a la licenciatura en Ciencias Económicas en el colegio universitario CEU de Alicante, aunque la concluyó en la Universidad de Valencia. Su tesis de licenciatura se tituló Evolució i desenrotllament econòmic de Sant Vicent del Raspeig; posteriormente los estudios de doctorado que cursó en la Universidad de Alicante, los culminó con la tesis doctoral La gestión del gasto en la Diputación Provincial de Alicante (1940-2001) con la calificación de cum laude. 
Desde el 24 de abril de 2015, y tras su elección por la Asamblea de Socios, es Presidente del Cercle d' Estudis "Sequet Pero Sanet" de Sant Vicent del Raspeig. Dicha asociación cultural desarrolla una importante labor investigadora en temas referentes al municipio, particularmente en estudios sobre la economía, la empresa, la historia y la sociedad local,  en colaboración con las Universidades de Alicante y Valencia. Habiendo publicado la asociación más de setenta libros y cuadernos de investigación.

## Trayectoria política
Primeramente fue concejal socialista del ayuntamiento de San Vicente del Raspeig en donde tuvo competencias en temas de hacienda y patrimonio. Posteriormente accedió a la alcaldía del municipio en 1993 sustituyendo en el cargo a José Manuel Monllor Lillo. En las elecciones municipales de 1995 resultó vencedor, y en las de 1999 también, obteniendo 9 concejales, uno más que el PP. Formó gobierno, con el apoyo de Esquerra Unida del País Valencià y del Partido Sant Vicent Independent, la crisis política municipal vino a posteriori.

### Crisis municipal
Primeramente Canals destituyó a los ediles de su propio partido José Gadea y Elena Moltó alegando pérdida de confianza. Posteriormente los demás concejales socialistas dimitieron en bloque y en agosto de 1999, reparte las áreas de gobierno que tenían el PSPV entre los ocho ediles del PP (en la oposición) y mantiene el apoyo de los dos concejales de Sant Vicent Independent y de los dos representantes de Esquerra Unida. La comisión ejecutiva Federal del PSOE el 14 de septiembre de 1999 expulsó a Canals de la organización, lo que motivó en enero su traspaso al grupo mixto. El origen de la "guerra" fue el plan parcial que contemplaba un campo de golf, hoteles y la urbanización del Valle del Sabinar. El 28 de febrero de 2001 el pleno del ayuntamiento aprobó el plan parcial del Valle del Sabinar. El PSOE votó a favor del proyecto, con la ausencia del edil socialista Alberto Beviá, lo que materializó de nuevo la ruptura. En marzo EU abandonó el gobierno al aprobarse el campo de golf, con lo que el alcalde Canals volvió a remodelar el gobierno.
En abril cambió la dirección del PSPV en la comarca, con lo que el partido se dividió en dos bloques: los ediles liderados por José Gadea, con cinco representantes; y el grupo del portavoz municipal, José Antonio Guijarro, con tres concejales. En junio el concejal José Gadea junto con sus otros cuatro compañeros socialistas se dieron de baja de las filas socialistas incorporándose al grupo mixto. Canals, que gobernaba con el PP y con el Partido Sant Vicent Independent, se quedó sólo cuando el PP anunció que abandonaba el gobierno municipal, y con el apoyo de los exsocialistas de Gadea, y del independiente y exalcalde Jaime Antón firmaron una moción de censura y propusieron como candidata a la alcaldía a la entonces diputada provincial de Servicios Sociales, Luisa Pastor.
Tras las elecciones municipales de 2003, Canals siguió como edil del ayuntamiento de San Vicente tras haberse presentado como alcaldable por la formación Bloc Nacionalista Valencià. En las elecciones municipales de 2007 el BLOC obtuvo 1053 votos que no fueron suficientes para obtener un concejal, por lo que Canals dejó la casa consistotial tras 16 años.

## Obras

### Libros
- Evolució i desenrotllament econòmic de Sant Vicent del Raspeig (1987) ISBN 84-86314-41-0
- Administración local y gasto público: el gasto público en la Diputación Provincial de Alicante 1940-1979. (2005) ISBN 978-84-690-7107-6
- La Gestión del Gasto en la Diputación Provincial de Alicante (1940-2001) (2006) ISBN 84-611-0377-7
- Las fiestas de Sant Vicent del Raspeig (2009) ISBN 978-84-613-0784-5
- Evolución y desarrollo urbanístico de Sant Vicent del Raspeig (2010) ISBN 978-84-614-1677-6
- Medio ambiente, territorio y paisaje en Sant Vicent del Raspeig (2011) ISBN 978-84-615-4240-6
- Historia Económica de Sant Vicent del Raspeig (2012) ISBN 978-84-615-7742-2
- La desamortización en Sant Vicent del Raspeig (2014) ISBN 978-84-617-1843-6
- La Finca Tradicional Sanvicentera (2015) ISBN 978-84-608-2398-8
- Las consecuencias de la guerra civil en el patrimonio cultural, la economía y la sociedad (2016) en VV. AA. "La guerra civil en Sant Vicent del Raspeig (1936-1939) ISBN 978-84-617-4893-8
- La industria del mueble en Sant Vicent del Raspeig. Auge y final de la "Ebanistería sanvicentera" (2017) ISBN 978-84-697-7358-1
- Las elecciones municipales en Sant Vicent del Raspeig (1979 - 2015). Candidaturas-Programas-Resultados (2019) ISBN 978-84-949455-0-2
- Economía y Sociedad en la génesis y evolución del republicanismo en la antigua Partida del El Raspeig (2021) en VV.AA. "La República en El Raspeig. El Republicanismo Sanvicentero: Origen y Evolución" ISBN 978-84-122797-9-5
- Áreas industriales-empresariales de Sant Vicent del Raspeig: El Polígono Canastell (Historia - Actualidad - Perspectivas) (2022).  ISBN 978-84-124165-1-0
- El comercio local en el municipio de Sant Vicent del Raspeig (Historia - Actualidad - Perspectivas) (2023). ISBN 978-84-09-51226-3
- La Fábrica de Cementos de Sant Vicent del Raspeig: Desarrollo Industrial y Espacios Estratégicos (Historia - Actualidad - Perspectivas) (2025) ISBN 978-84-129745-4-6